# Mein Stück vom Kuchen

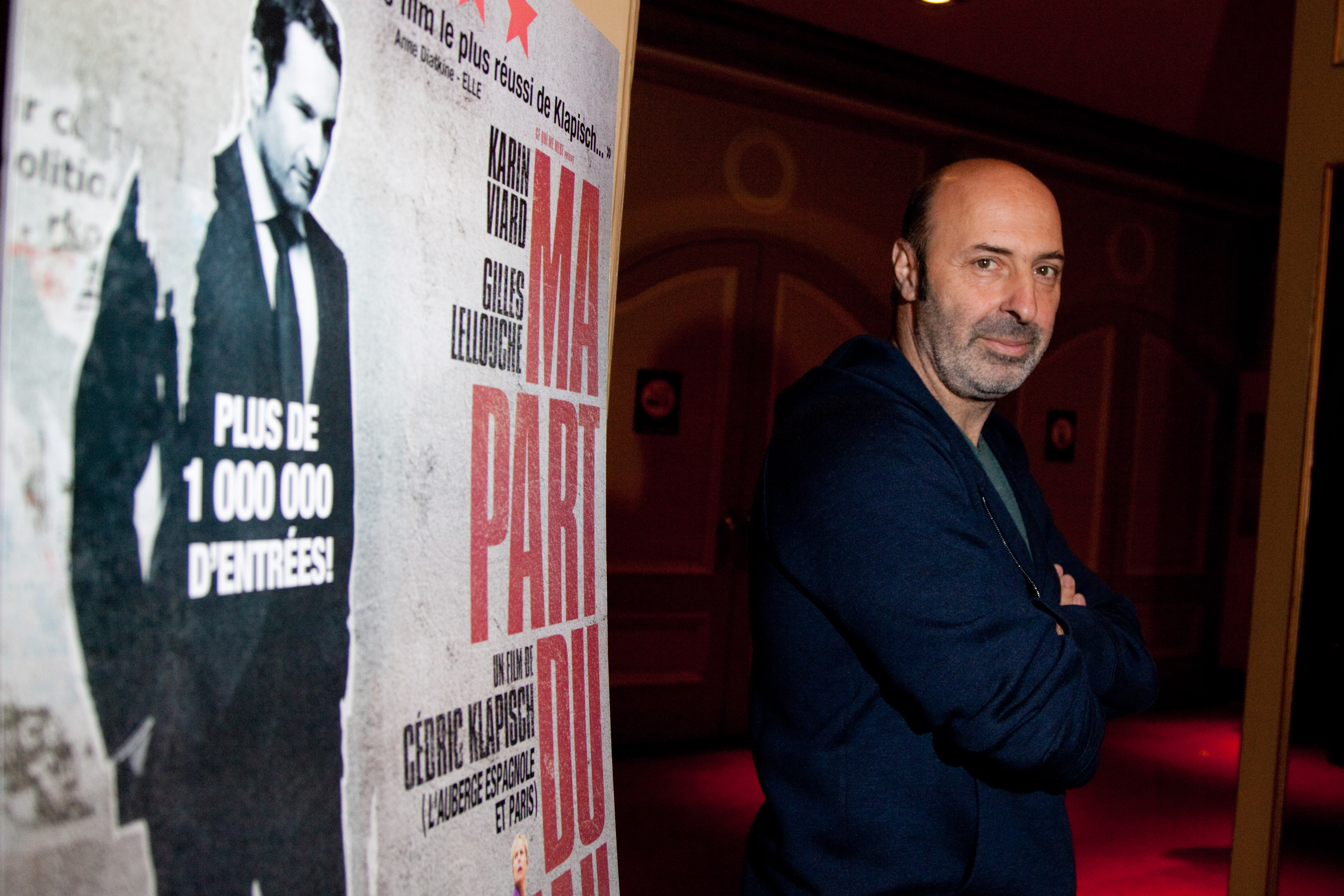
Regisseur Cédric Klapisch (2011)

Mein Stück vom Kuchen (Originaltitel: Ma part du gâteau) ist ein französisches Filmdrama aus dem Jahr 2011.

## Handlung
Nachdem die 42-jährige France, alleinerziehende Mutter dreier Kinder, ihren Job in der örtlichen Fabrik in Dünkirchen verloren hat, versucht sie mit der Einnahme von Tabletten Suizid zu begehen. Nach kurzer Zeit wird sie wieder aus dem Krankenhaus entlassen und versucht mit ihren 2750 Euro Abfindung irgendwie über die Runden zu kommen. Als Tagesmutter schafft sie es nicht und so nutzt sie das Angebot, sich von Ahmed als Putzkraft für Paris ausbilden zu lassen. Schnell findet sie Arbeit bei dem Börsenmakler Stephane Delaure, Steve genannt. Als aufstrebender Finanzmarktexperte kam er erst vor kurzem aus London, um in Paris ein Außenbüro für Hedgefonds zu gründen. Dafür bewohnt er jetzt eine Penthousewohnung, um die sich France kümmert. Wenn er nicht arbeitet, reist er mit dem schönen Model Tess nach Venedig, wo er ihr mit all seinem Geld imponieren will, um mit ihr zu schlafen. Als sie sich ihm nach anfänglichem Zieren hingibt, verliert er allerdings das Interesse an ihr.
Währenddessen genießt France die einfache Heimreise zu ihren Kindern und die wenige Zeit, die sie mit ihnen verbringen darf. Sie verdient nicht viel Geld, hat aber zumindest einen Job. Am 4. des Monats erscheint plötzlich Steves Exfrau, die den gemeinsamen Sohn, den kleinen Alban, bei ihm abliefert und meint, dass er sich jetzt einen Monat lang um ihn kümmern solle. Steve selbst steckt in der Arbeit fest und bittet France darum, sich um ihn zu kümmern. Für den Extraaufwand werde er sie auch entsprechend entschädigen. Sie selbst soll den Preis nennen. Da sie aber keine Ahnung hat, was so ein Kindermädchen am Tag extra verdient, schätzt sie so zwischen 4 und 45 Euro, wobei sie fast schockiert ist, als sie 100 Euro extra bekommt. Sie sagt zu und verbringt fortan weniger Zeit mit der Familie und muss all die Probleme, die ihre Kinder verursachen, über das Telefon regeln. Mit der fast schon permanenten Anwesenheit wird France allerdings auch in das Leben von Steve eingeführt. So erlebt sie eine Party voller reicher Menschen, die nur den einen Zweck hat, nämlich Steve noch reicher zu machen. Dabei entdeckt sie auch die schöne Mélody, eine Frau, bei der Steve schwach wird. Er bedauert die zehn Jahre in London so sehr, wie er diese fünf Monate mit ihr vermisst. Sie war etwas ganz besonderes.
Gemeinsam mit Alban und Steve reist France nach London, wo sie als Russin die Abendbegleitung von Steve bei einem Dinner mimt. Abends kommen sich beide nahe, küssen sich und schlafen miteinander. Das böse Erwachen gibt es am nächsten Morgen, als Steve lachend darüber berichtet, dass er die Fabrik in Dünkirchen hat schließen lassen und wie klein doch die Welt sei. France sagt dazu nichts und muss nur wenige Momente später ein Telefonat belauschen, bei dem Steve siegestrunken seine gewonnene Wette, für 1000 Euro mit seiner Putzkraft zu schlafen, einlöst. Schockiert geht France mit dem kleinen Alban spazieren. Für einen Moment verschwindet Alban aus ihrem Sichtfeld und sie verfällt auf der Suche nach ihm in Panik. Als sie ihn wiederfindet, beschließt sie, ihn nach Dünkirchen zu entführen, wo Steve ihn ohne irgendwelche Forderungen abholen kann. Voller Sorge informiert Steve die Polizei und fährt nach Dünkirchen. Während der Tanzshow ihrer Tochter wird France verhaftet, während Steve Alban wieder in die Arme schließen kann. Dabei erfahren alle Anwesenden, dass Steve ihre Fabrik schließen ließ, weshalb sie einerseits den Polizeiwagen am Abtransport von France hindern und andererseits Steve bedrohen und in die Nacht verfolgen.

## Hintergrund
Der Film kam am 16. März 2011 in die französischen und am 15. September 2011 in die deutschen Kinos. Seit dem 16. Februar 2012 ist er sowohl als deutschsprachige DVD als auch als Blu-ray Disc erhältlich.

## Kritiken
„Komödie, die das Funktionieren des modernen Kapitalismus aus beiden Perspektiven zu erklären versucht, sich mitunter aber in Klischees verliert und den Kapitalisten am Rande der Karikatur zeichnet. Eine moderne Variante des Aschenputtel-Märchens ohne versöhnliches Ende.“

„Cédric Klapisch […] hat stets ein Gespür für ganz normale Menschen bewiesen. Hier allerdings hat er sich etwas verhoben. Zwar sind die Hauptdarsteller exzellent, doch die Geschichte hat zu viele unglaubwürdige Wendungen und plätschert mitunter auf das unbefriedigende, offene Ende hin. Die komödiantischen Momente haben es durchaus in sich, die melodramatischen leider nicht. Was bleibt: eine unbefriedigende Mischung mit vielen starken Momenten.“